# Vinod Dham

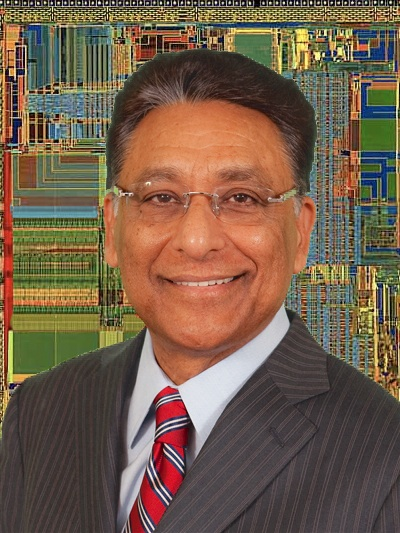
Vinod Dham

Vinod Dham (* 1950 in Pune) ist ein indischer Informatiker und Unternehmer. Dham gilt als ‚Vater‘ des Pentium-Prozessors.

## Leben
Dham studierte am Delhi College of Engineering. Nach seinem Studium wanderte er in die Vereinigten Staaten aus und erhielt nach einem weiteren Studium an der University of Cincinnati 1977 eine Anstellung beim US-amerikanischen Unternehmen NCR Corporation in Ohio. Danach wechselte er zum US-amerikanischen Unternehmen Intel und entwickelte dort maßgeblich den Pentium-Prozessor. 1995 verließ er das Unternehmen Intel und wechselte zum Unternehmen NexGen, wo er unter anderen den K6 Prozessor mitentwickelte. Schrittweise wurde das Unternehmen NexGen vom Konkurrenten AMD übernommen. Dham ist verheiratet, hat zwei Kinder und wohnt mit seiner Familie in Kalifornien.